# トレド県
トレド県（トレドけん、スペイン語: Provincia de Toledo）は、スペイン・カスティーリャ＝ラ・マンチャ州に属する県。県都はトレド。

## 地理
スペイン本土のほぼ中央に位置している。同州のクエンカ県とシウダ・レアル県、マドリード州、エストレマドゥーラ州のカセレス県とバダホス県、カスティーリャ・イ・レオン州のアビラ県と接している。

### 人口
| トレド県の人口推移 1900－2010                           |
|                                                         |
| 出典:INE（スペイン国立統計局）1900年 - 1991年、1996年 - |

## 行政区画

### 主な自治体
県都は約8万人の人口を有するトレドであるが、人口規模では約8.7万人のタラベラ・デ・ラ・レイナのほうが多い。204のムニシピオ（基礎自治体）がある。
| 順位 | 基礎自治体                   | 人口（2010年） |
| ---- | ---------------------------- | -------------- |
| 1    | タラベラ・デ・ラ・レイナ     | 88,986         |
| 2    | トレド                       | 82,489         |
| 3    | イジェスカス                 | 22,482         |
| 4    | セセーニャ                   | 17,522         |
| 5    | トリーホス                   | 13,374         |
| 6    | キンタナール・デル・オルデン | 12,873         |
| 7    | ソンセーカ                   | 11,331         |
| 8    | マドリデホス                 | 11,314         |
| 9    | フエンサリーダ               | 11,042         |
| 10   | コンスエグラ                 | 10,945         |

### 司法管轄区

トレード県の司法管轄区

県内は7つの司法管轄区に分けられる。太字は中心自治体。
1. オカーニャ司法管轄区 - カバーニャス・デ・イエペス、シルエーロス、ドスバリオス、ラ・グアルディア、ウエルタ・デ・バルデカラバノス、リージョ、ノブレハス、オカーニャ、オンティゴラ、サンタ・クルス・デ・ラ・サルサ、テンブレーケ、ビジャムエーラス、ビジャルビア・デ・サンティアーゴ、ビジャセキージャ、ビジャトーバス、イエペス[5]
2. オルガス司法管轄区 - アホフリン、アルモナシード・デ・トレード、カムーニャス、チュエーカ、コンスエグラ、マドリデーホス、マンサネーケ、マルハリーサ、マスカラーケ、マサランブロス、モーラ、オルガス、ソンセーカ、トゥルレーケ、ウルダ、ビジャフランカ・デ・ロス・カバジェーロス、ビジャミナージャ、ビジャヌエバ・デ・ボーガス、ロス・イエベネス[6]
3. イジェスカス司法管轄区 - アラメダ・デ・ラ・サグラ、アニョベール・デ・タホ、ボロックス、カバーニャス・デ・ラ・サグラ、カランケ、カサルビオス・デル・モンテ、セディージョ・デル・コンダード、チョーサス・デ・カナーレス、コベハ、エスキビアス、イジェスカス、ロミンチャール、ヌマンシア・デ・ラ・サグラ、パロメーケ、パントーハ、レカス、セセーニャ、ウヘーナ、バルモハード、ラス・ベンタス・デ・レタモーサ、ビジャルエンガ・デ・ラ・サグラ、ビジャセカ・デ・ラ・サグラ、エル・ビソ・デ・サン・フアン、イエーレス、ジュンクレール、ジュンクリージョス、ジュンコス[7]
4. タラベーラ・デ・ラ・レイナ司法管轄区 - アルカニーソ、アルカウデーテ・デ・ラ・ハーラ、アルコレーア・デ・タホ、アルデアヌエバ・デ・バルバロージャ、アルデアヌエバ・デ・サン・バルトロメー、アルメンドラル・デ・ラ・カニャーダ、アスタン、ベルビス・デ・ラ・ハーラ、ブエナベントゥーラ、カレーラ・イ・チョーサス、カレルエーラ、カルサーダ・デ・オロペーサ、エル・カンピージョ・デ・ラ・ハーラ、カルディエル・デ・ロス・モンテス、カスティージョ・デ・バジュエーラ、カサレーガス、セボージャ、ロス・セラルボス、セルベーラ・デ・ロス・モンテス、エスピノーソ・デル・レイ、ラ・エストレージャ、ラス・エレンシアス、エレルエーラ・デ・オロペーサ、イノホーサ・デ・サン・ビセンテ、ラ・イグレスエーラ、イジャン・デ・バカス、ラガルテーラ、ルシージョス、マルピカ・デ・タホ、マルーペ、メホラーダ、モエーダス・デ・ラ・ハーラ、モンテアラゴン、モンテスクラーロス、ラ・ナバ・デ・リコマリージョ、ナバルカン、ナバルモラレッホ、ロス・ナバルモラーレス、ロス・ナバルシージョス、ナバモルクエンデ、オロペーサ、パリージャス、ペピーノ、ラ・プエブラヌエバ、エル・プエンテ・デル・アルソビスポ、プエルト・デ・サン・ビセンテ、エル・レアル・デ・サン・ビセンテ、レタモーソ、ロブレード・デル・マソ、サン・バルトロメー・デ・ラス・アビエルタス、サン・マルティン・デ・プサ、サン・ロマン・デ・ロス・モンテス、サンタ・アナ・デ・プサ、サルタハーダ、セグリージャ、セビジェッハ・デ・ラ・ハーラ、ソティージョ・デ・ラス・パローマス、タラベーラ・デ・ラ・レイナ、トラルバ・デ・オロペーサ、トレシージャ・デ・ラ・ハーラ、トリーコ、バルデベルデッハ、ベラーダ、ラス・ベンタス・デ・サン・フリアン、ビジャレッホ・デ・モンタルバン[8]
5. トレド司法管轄区 - アルヘス、バルガス、ブルギージョス・デ・トレード、カサスブエナス、コビーサ、クエルバ、ガルベス、グアダムール、オンタナール、ラージョス、マガン、メナサルバス、モセホン、ナンブローカ、ナバエルモーサ、ノエス、オリーアス・デル・レイ、ポラン、プルガール、サン・マルティン・デ・モンタルバン、サン・パブロ・デ・ロス・モンテス、トレド、トタネス、ラス・ベンタス・コン・ペーニャ・アギレーラ[9]
6. トリーホス司法管轄区 - アルバレアル・デ・タホ、アルカボン、アルデア・エン・カボ、アルモロックス、アルシコジャル、バルシエンセ、ブルホン、カマレーナ、カマレニージャ、カルメーナ、エル・カルピオ・デ・タホ、カリーチェス、エル・カサール・デ・エスカローナ、ドミンゴ・ペレス、エルステス、エスカローナ、エスカロニージャ、フエンサリーダ、ガルシオトゥム、ヘリンドーテ、オルミーゴス、ウエカス、マケーダ、ラ・マタ、メントリダ、メセガール・デ・タホ、ノンベーラ、ノベス、ヌーニョ・ゴメス、オテーロ、パレーデス・デ・エスカローナ、ペラウスタン、ポルティージョ・デ・トレード、ラ・プエブラ・デ・モンタルバン、キスモンド、リエルベス、サンタ・クルス・デル・レタマール、サンタ・オラージャ、サント・ドミンゴ＝カウディージャ、ラ・トーレ・デ・エステバン・アンブラン、トリーホス、ビジャミエル・デ・トレード[10]
7. キンタナール・デ・ラ・オルデン司法管轄区 - カベサメサーダ、コラル・デ・アルマゲール、ミゲル・エステバン、ラ・プエブラ・デ・アルモラディエル、ケーロ、キンタナール・デ・ラ・オルデン、エル・ロメラル、エル・トボーソ、ラ・ビジャ・デ・ドン・ファドリーケ、ビジャカーニャス、ビジャヌエバ・デ・アルカルデーテ[11]